# Hyper Light Drifter
Hyper Light Drifter es un videojuego de acción desarrollado por el estudio Heart Machine. Con gráficos reminiscentes a la era de las consolas de 8-bits y 16-bits, su desarrollador líder , Alx Preston, lo considera una mezcla entre The Legend Of Zelda: A link To The Past así como Diablo. El Kickstarter original de Preston solicitaba 27.000$ para poder desarrollar el título para sistemas Microsoft Windows, Linux y OS X, Sin embargo fue capaz de recaudar más de 600.000$, permitiéndole aumentar la plantilla de programadores y artistas, así como de desarrollar el juego para consolas y sistemas portátiles, gracias a las stretch goals. Aunque originalmente programado para lanzarse en 2014, diversos problemas en el desarrollo, así como problemas con la salud de Preston resultaron en un retraso de la publicación. Las versiones de Microsoft Windows, Linux y OS X fueron finalmente publicadas en marzo de 2016. En julio de ese mismo año se publicaron las versiones para PlayStation 4 y Xbox One. Un port Edición especial con contenido extra fue publicado en septiembre de 2018 para Nintendo Switch, de la mano de Abylight Studios, así como para iOS en julio de 2019.

## Historia y Jugabilidad
Hyper Light Drifter es un juego de acción 2D al estilo de The Legend Of Zelda: A Link To The Past renderizado de forma pixelada en un estilo reminiscente a la mayoría de juegos de la era de los 16-bits. El jugador controlará al Drifter (vagabundo), quien tiene acceso a una tecnología increíble, olvidada por los habitantes del mundo desolado en el que se ambienta el juego, además, el personaje principal sufre de una extraña y misteriosa enfermedad. Este concepto fue inspirado por la enfermedad cardiaca del desarrollador, Alx Preston. El mundo además presenta influencias de obras del Estudio Ghibli, como Nausicaä del valle del viento.
El Drifter tendrá acceso a una espada de energía, pero podrá además conseguir módulos para expandir su arsenal de armas, así como de habilidades. Estas con frecuencia requerirán el poder de baterías esparcidas por el mundo del juego. El armamento incluye recursos clásicos de los juegos de acción, como armas de fuego de larga distancia, o ataques en área. Una mecánica innovadora, es la forma de recargar las armas a distancia del jugador, pues en lugar de comprar munición o encontrarla en el mundo, esta se repondrá cuando golpeemos a enemigos u objetos con nuestra espada de energía.El juego aumentara su dificultad periodicamente, mediante el aumento de la cantidad de monstruos, así como de la dificultad que los mismos supondrán, dando como resultado una experiencia relativamente desafiante, sobre todo en los enfrentamientos contra los jefes, exigiendo gran habilidad al jugador. Otra de sus características notables es la falta de diálogo, dejando a las interacciones, y apartado visual la narración.

## Desarrollo
Principalmente basado en las ideas de su desarrollador principal, Alx Preston, quien habría nacido con una cardiopatía congénita que le llevaría a ser hospitalizado a lo largo de su vida por problemas inmunológicos y digestivos.
Preston consideró la creación de Hyper Light Drifter como una forma de contar una historia con la que poder identificarse, con un protagonista que sufriera de una enfermedad terminal homónima a la del desarrollador y así poder conectar con una mayor audiencia. Quería además desarrollar un título que combinase elementos de The Legend Of Zelda: A Link To The Past, junto con mecánicas de la saga Diablo, para dar una experiencia en la que el jugador recurra a su habilidad  y modifique su estrategia frente a diferentes enemigos, implementando a su vez un mundo para explorar. Tras varios años de trabajo como animador, se sintió capaz de hacerlo en 2013.
Originalmente, Preston se propuso lanzar los juegos para Windows, OS X y Linux, comenzando la campaña de kickstarter en septiembre de 2013 con la intención de conseguir 27.000$ de financiación para completar el título. Previo a la campaña de Kickstarter , Preston habría recurrido a la ayuda de Beau Blyth , que habría trabajado en Samurai Gunn , así como el  músico Disasterpeace, quien se había encargado de la música de Fez. Decidió nombrar al estudio de desarrollo Hearth Machine, en referencia a los numerosos aparatos que el mismo necesitaba para monitorizar su salud.
La meta de financiación del proyecto se superó en un día, alcanzando los 100.000$.  a los pocos días del lanzamiento del mismo, llevando a Preston a la creación de una serie de stretch goals para fomentar la financiación, añadiendo nuevos modos de juego, jefes y personajes y expandiendo el lanzamiento para incluir a la PlayStation4, así como la Ps Vita , la Ouya y Wii U. Todas estas se alcanzaron al finalizar la campaña, habiendo acumulado más de 640.000$. El lanzamiento en las plataformas adicionales era una idea desde el principio según Preston, pero decidió no incluirlas para no excederse en las promesas, y prometer más de lo que podía dar. Con la financiancion adicional, Preston se permitió la contratación de desarrolladores adicionales para llevar a cabo los ports a las diferentes consolas. 
Aunque programado para lanzarse en 2014, el juego fue víctima de un retraso hasta mediados de 2016, por la necesidad de perfeccionar el juego, y los diversos problemas de salud de Preston. Afortunadamente, Preston recibió la ayuda de numerosos desarrolladores de la zona de Los Ángeles, colaborando para crear Glitch Space, una pequeña oficina para pequeños desarrolladores en la que trabajar y compartir sus ideas. además de su equipo, Preston contó con la ayuda de los desarrolladores Ben Esposito (Donut County) , Brandom Chung (Blendo Games) y Ben Vace. recibió también numerosas cartas de animo de gente a través del mundo tras el reporte de sus condiciones de salud. Estas le motivaron para alterar la historia de Hyper Light Drifter, haciendo que el problema no afectase directamente a un solo un personaje, sino a muchos.
Con el reciente retraso anunciado, el equipo de Herth Machine anunció que primero lanzarían las versiones de Windows y OS X, para después publicar las versiones de consola , tras haber aclarado el proceso de certificación. Las versiones de Windows y OS X fueron lanzadas el 31 de marzo de 2016, mientras que las versiones de PlayStation 4 y XBox One el 26 de julio de ese mismo año. Debido a problemas contractuales entre Nintendo y Yo-Yo Games (creadores de GameMaker Studio, el motor del juego), más allá del control de Herth Machine, se vieron obligados a declarar el estado de su publicación el sistema como  "en limbo".."
Múltiples parches se aplicaron tras el lanzamiento, uno de estos modificando la dificultad del juego para volverlo ligeramente más fácil tras la realimentación de la comunidad. Uno de los más notables cambios fue la incorporación de unos segundos de invencibilidad tras llevar a cabo el movimiento de Dash. Esta reducción de dificultad llevó a una serie de pequeños debates, dividiéndose la comunidad en aquellos que preferían el juego previo al parche y los que preferían el mismo tras el parche. Tres días después del parche los desarrolladores re-balancearon el juego para añadir de vuelta parte de la dificultad..
Un modo multijugador estaba planeado para el lanzamiento, aunque fue suprimido por razones de tiempo. El 27 de abril una versión beta del modo multijugador fue publicada y el 5 de mayo una actualización implementó el modo multijugador de forma definitiva.
En septiembre de 2016  fue anunciada la cancelación del lanzamiento en Wii U y PlayStation Vita , ofreciendo a quienes habrían financiado el proyecto por Kickstarter la posibilidad de redimir un código para otro sistema o una devolución. Preston habría mencionado los grandes problemas al trabajar con GameMaker Studio en estos sistemas para rehacer e juego, tomando 6 meses solo para llevar a cabo el port a PlayStation y XBoX. Sus problemas de salud también resultaron en dificultades, sobreponiendo Preston su bienestar al desarrollo..
Tras el anuncio de Preston, Abylight Studio se puso en contacto para asistirlo, resultando en la colaboración de los estudios, y en la adaptación del juego para Nintendo Switch. Abylight Studios había trabajado con Yo-Yo Games, desarrolladores del motor del juego. El 6 de septiembre de 2018, Hyper Light Drifter. Special Edition fue lanzado en Nintendo Switch.  incluyendo contenido exclusivo, como el desafío de Escalada de torres..
Esta edición fue publicada también para dispositivos iOS, con gameplay a 120 fps y en iPad Pro, así como iPhone y iPad a 60fps el 25 de julio de 2019. La edición especial coleccionista de Hyper Light Drifter para Nintendo Switch, con la versión física del juego y diversos objetos coleccionables fue anunciada para reserva en diciembre de 2020 por Abylight Studios, comenzando el envío en enero de 2021..

## Recepción
Hyper Light Drifter  recibió alabanzas de los críticos, sosteniendo una puntuación de 84/100 en Metacrític.  Múltiples alabanzas fueron dirigidas a las mecánicas de combate, apartado visual y diseño de sonido. Kyle Hilliard, de Game Informer, puntuó al juego con un 9,5/10, declarando que este "se ha posicionado a si mismo como una de las mejores experiencias del año". Brandin Tyrrel de IGN se refirió al juego como "hermoso, pedazo de sensibilidades de la vieja escuela, encontrado con los icónicos matices del arte pixelado independiente" Christian Donlan de Eurogamer alaba la atmósfera "intoxicante" del juego, así como la banda sonora por Disasterpeace. Kevin VanOrd de GameSpot habla de la dirección de arte del juego como "rica y bien pensada", y comenta sobre su sistema de combate "fluido, exigente y justo".
El criticismo suele recaer en su minimalismo a la hora de contar la historia. Tyrrel declara su "narrativa abstracta" un aspecto negativo, mientras Griffin McElroy de Polygon habla de que la historia es sustituida por "sentimentalismo" y "silenciosos momentos junto a constantes escenas de perfecta acción"
| Publicación    | Puntuación |
| -------------- | ---------- |
| Destructoid    | 9/10       |
| Eurogamer      | 4/5        |
| Game Informer  | 9.5/10     |
| GameSpot       | 9/10       |
| Hardcore Gamer | 4.5/5      |
| IGN            | 8.5/10     |
| PC Gamer (US)  | 78/100     |
| Polygon        | 8.5/10     |
| TouchArcade    | 5/5        |
| The Escapist   | 5/5        |

## Nominaciones
| Año  | Premio                                                 | Categoría                                           | Resultado | Ref           |
| ---- | ------------------------------------------------------ | --------------------------------------------------- | --------- | ------------- |
| 2016 | Independent Games Festival Awards 2016                 | Excellence in Visual Art                            | Nominated | [ 39 ]        |
| 2016 | Golden Joystick Awards 2016                            | Best Original Game                                  | Nominated | [ 40 ] [ 41 ] |
| 2016 | Golden Joystick Awards 2016                            | Best Visual Design                                  | Nominated | [ 40 ] [ 41 ] |
| 2016 | Golden Joystick Awards 2016                            | Best Audio                                          | Nominated | [ 40 ] [ 41 ] |
| 2016 | Golden Joystick Awards 2016                            | Best Indie Game                                     | Nominated | [ 40 ] [ 41 ] |
| 2016 | The Game Awards 2016                                   | Best Independent Game                               | Nominated | [ 42 ]        |
| 2016 | The Game Awards 2016                                   | Best Action/Adventure Game                          | Nominated | [ 42 ]        |
| 2016 | Giant Bomb's 2016 Game of the Year Awards              | Best Game                                           | Nominated | [ 43 ]        |
| 2016 | Academy of Interactive Arts & Sciences D.I.C.E. Awards | Role-Playing/Massively Multiplayer Game of the Year | Nominated | [ 44 ]        |
| 2016 | Game Developers Choice Awards                          | Best Debut                                          | Nominated | [ 45 ] [ 46 ] |
| 2016 | Independent Games Festival                             | Seumas McNally Grand Prize                          | Nominated | [ 47 ] [ 46 ] |
| 2016 | Independent Games Festival                             | Excellence in Audio                                 | Nominated | [ 47 ] [ 46 ] |
| 2016 | Independent Games Festival                             | Excellence in Visual Art                            | Won       | [ 47 ] [ 46 ] |
| 2016 | Independent Games Festival                             | Audience Award                                      | Won       | [ 47 ] [ 46 ] |
| 2017 | SXSW Gaming Awards                                     | Most Fulfilling Community-Funded Game               | Nominated | [ 48 ] [ 49 ] |
| 2017 | SXSW Gaming Awards                                     | Excellence in Musical Score                         | Nominated | [ 48 ] [ 49 ] |
| 2019 | Apple, Inc. Awards                                     | iPad Game of the Year                               | Won       | [ 50 ] [ 51 ] |

## Legado
El siguiente juego de Heart Machine, Solar Ash fue anunciado en Marzo de 2019, y se dice esta ambientado en el mismo universo que Hyper Light Drifter, pero no como secuela directa. Sera lanzado en Play Station 5.
El Drifter es un personaje jugable en los juegos, Runbow y Brawlout, así como en el futuro, Hex Heroes. El Drifter se añadirá como personaje DLC al juego Kingdom Death: Monster. Hyper Light Drifter es además una de las opciones de vestuario para Travis Touchdown en Travis Strikes Again: No More Heroes.

### Serie animada
Una serie animada fue anunciada en marzo de 2019 por Preston y Adi Shankar, quien habría ayudado en adaptaciones como Castlevania. y la planeada serie de Devil May Cry. Ambos se encuentran en el desarrollo del guion. Planean mantener elementos pixel-art del juego, pero tomando prestadas influencias de anime.